# Oospila leucostigma
Oospila leucostigma là một loài bướm đêm trong họ Geometridae.